# Tossal de la Vila
El Tossal de la Vila, anomenat també Tossal de la Fonta, és una muntanya de 338 metres que es troba al municipi de Preixana, a la comarca catalana de l'Urgell.